# Gnathostomula axi
Gnathostomula axi är en djurart som tillhör fylumet käkmaskar, och som beskrevs av Kirsteuer 1964. Gnathostomula axi ingår i släktet Gnathostomula och familjen Gnathostomulidae. Inga underarter finns listade i Catalogue of Life.